# Кинохроника
Кинохро́ника — форма короткого документального фильма, снимавшаяся в основном в первой половине XX века. Регулярно выпускалась для публичной трансляции, в его сюжете рассматривались новости, события или другие вещи, которые на тот момент были объектами наибольшего интереса. Кинохроника была источником новостей, информации о текущих делах в стране, а также разновидностью развлечения для миллионов посетителей кинотеатров, пока наконец в 1950-х телевидение не вытеснило её. Кинохроники сейчас считаются важными историческими документами, поскольку они иногда бывают единственными аудиовизуальными записями исторических и культурных событий тех времён.
Кинохроники 1960-х обычно транслировались как короткометражные фильмы перед основным полнометражным фильмом. Для кинохроник создавались даже специализированные «новостные кинотеатры» (англ. news cinema или англ. newsreel theatre) во многих крупных городах в 1930-х и 1940-х, а некоторые очень крупные кинотеатры в таких городах имели даже небольшие внутренние, отдельные мини-театры (англ. theaterette), в которых кинохроники транслировались непрерывно целый день.

## История
Созданная французом Пате Фрером в 1908 году, эта форма кино была одним из основных кинематографических продуктов в странах Северной Америки, в Великобритании, а также в странах Содружества наций (особенно в Канаде, Австралии и Новой Зеландии), и была распространена и встречалась в графиках и программах кинотеатров Европы, начиная с эры немого кино и до 1960-х, когда новости на телевидении полностью вытеснили кинохронику из этой ниши. Однако некоторые страны, такие как Испания и Куба, продолжали снимать кинохроники вплоть до 1980-х. В Национальном архиве фото — и видеоматериалов в Австралии хранится Коллекция австралийских кинохроник Cinesound Movietone — коллекция из 4000 короткометражных и документальных фильмов-кинохроник, в которых рассматриваются все основные события тех времён. Первым официальным британским кинотеатром новостей, в котором транслировались исключительно кинохроники, был Daily Bioscope, открытый в Лондоне 23 мая 1909 года. В 1929 г. Уильям Фокс выкупил бывший театр Бродвея под названием Embassy (теперь центр для посетителей стал работать при Times Square Alliance). Он изменил формат работы театра, заменив двухдолларовый показ дважды в день непрерывной программой по цене в 25 центов, таким образом начав первый театр кинохроники (кинотеатр новостей) на территории США. Идея была настолько успешной, что Фокс и его команда объявили о намерении запустить целую цепь таких кинотеатров по всей территории США. Кинохроники часто сопровождались мультфильмами и короткометражными кинофильмами.
В некоторых странах в кинохронике было распространено использование музыки как фона для обычно немой видеохроники новостей. В некоторых странах рассказчик делал юмористические замечания при показе весёлых или нетрагических историй. В США выпускались такие серии кинохроник как The March of Time (1935—1951), Пате-журнал (1910—1956), Paramount News (1927—1957), Fox Movietone News (1928—1963), Hearst Metrotone News (1914—1967) и Universal Newsreel (1929—1967). Выпуском кинохроник Pathé News занималась компания RKO Radio Pictures с 1931 до 1947 гг., а потом — Warner Brothers, с 1947 по 1956 гг.
12 августа 1949 года 120 кинотехников, нанятых компанией Associated British Pathé в Лондоне, начали забастовку в знак протеста против увольнения пятнадцати человек под предлогом сокращения штатов, в то время как все ещё действовало соглашение на основе договорённостей с профсоюзом. Эта забастовка продолжалась как минимум до вторника, 16 августа, а именно вторник был последним днём производства кинохроник, которые должны были транслироваться в театрах в среду. Поэтому результатом этих событий и забастовки стало то, что более 300 кинотеатров по всей Великобритании пришлось обойтись неделю без кинохроник.
Пример кинохроники можно увидеть в кинофильме под названием Гражданин Кейн (1941), который был подготовлен к выходу действующим персоналом RKO по производству кинохроник. В фильм Гражданин Кейн включена фиктивная кинохроника под названием «Новости марта», которая суммирует всю жизнь титульного персонажа — Чарльза Фостера Кейна, пародируя настоящую серию кинохроник The March of Time.

## Ретроспектива
Австралийский фильм 1978 года Newsfront (с англ. — «Новостной фронт») — драма о кинохрониковом бизнесе.

## Влияние на ТВ
16 февраля 1948 года телерадиокомпания NBC запустила десятиминутную телевизионную программу под названием Camel Newsreel Theatre с ведущим Джоном Камероном Суейзом, в которой транслировалась кинохроника с закадровым голосом Свейза. Также в 1948 году телекомпания DuMont Television Network запустила на телеканалы две короткие серии кинохроник, Camera Headlines и I.N.S. Telenews, последняя — в сотрудничестве с агентством новостей International News Service Уильяма Херста.
15 августа 1948 года телекомпания CBS начала свою вечернюю телевизионную программу новостей под названием Douglas Edwards and the News. Позже телевизионные программы новостей каждой компании — NBC, CBS и ABC — создавали свою видеохронику новостей. Кинотеатры новостей или закрывались, или продолжали трансляцию — на этот раз уже мультфильмов и комиксов, или короткометражных фильмов, как это сделал Кинотеатр новостей на вокзале Виктория в Лондоне, позже известный под названием Cartoon Cinema, открытый в 1933 году и закрытый в 1981.
Кинохроники ушли в небытие вследствие технологического прогресса, который проявился в возможности электронного сбора новостей для телевизионных программ. Такая возможность впервые была представлена в 1970-х, и это сделало кинохронику устаревшим способом передачи новостей.